# Janusz Tryzno

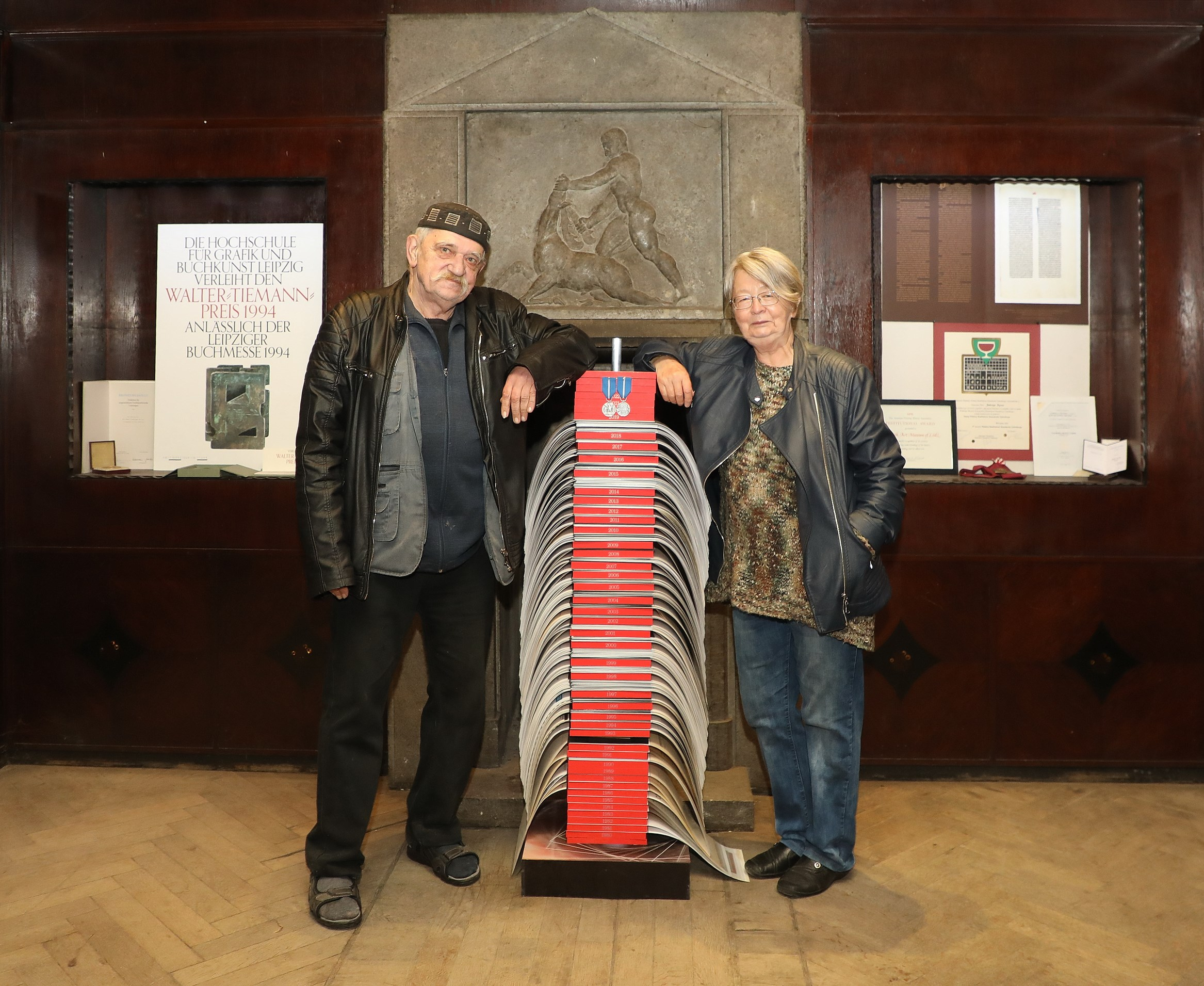
Janusz i Jadwiga Tryzno w siedzibie Muzeum Książki Artystycznej w Łodzi

Janusz Paweł Tryzno (ur. 28 czerwca 1948 w Szczecinie, zm. 28 maja 2021 w Łodzi) – polski grafik, malarz, rysownik. Twórca Muzeum Książki Artystycznej w Łodzi.

## Życiorys
Syn Jana (1909–1989), zawodowego wojskowego, po wojnie fryzjera, i Sabiny z domu Benke (1917–2008). Brat polskiego malarza Andrzeja Tryzny. Studiował w Państwowej Wyższej Szkole Sztuk Plastycznych w Łodzi (dyplom z grafiki i fotografii uzyskał w 1974 roku). W 1980 roku wraz z przyjaciółmi Zdzisławem Jaskułą, Andrzejem Graczykowskim i Zbigniewem Janeczkiem założył grupę artystyczną Correspondance des Arts. W tym samym roku otworzyli zakład produkcji książek artystycznych. W 1990 roku założył fundację Correspondance des Arts. Fundacja umożliwiła powołanie do życia w 1993 roku Muzeum Książki Artystycznej w Łodzi. W 1993 roku przeniósł zakład produkcji książek artystycznych do pałacyku Henryka Grohmana przy ul. Tymienieckiego w Łodzi. Tryzno przyczynił się m.in. do reaktywacji czcionki Brygada.
W 2013 roku prowadzone przez niego Muzeum Książki Artystycznej otrzymało odznakę honorową „Zasłużony dla Kultury Polskiej”.
Od 1983 roku do śmierci był w związku małżeńskim z Jadwigą z domu Borowiec, z którą miał syna Pawła.
Zmarł w Łodzi, pochowany 4 czerwca 2021 na cmentarzu komunalnym Doły (kwatera XXXIV-26-3).

## Odznaczenia i nagrody
- 1994: Nagroda Verte nadana przez „Gazetę Wyborczą”
- 1997: Nagroda Miasta Łodzi za twórczość literacką[8]
- 1997: Brązowy medal w konkursie Schoenste Buecher Aus Aller Welt, czyli Najpiękniejsze Książki z Całego Świata
- Laureat Walter Tiemann Preis
- Tytuł honorowy „Przyjaciel książki” – najwyższe wyróżnienie Rady Polskiej Izby Książki[9]
- 2007: Nagroda Prezesa ZPAP za pracę Orfeusz i Eurydyka (wraz z Jadwigą Tryzno)[10][11]
- 2018: Medal Stulecia Odzyskanej Niepodległości[12]